# گوستاوو تسوبوی
گوستاوو تسوبوی (انگلیسی: Gustavo Tsuboi؛ زادهٔ ۳۰ مهٔ ۱۹۸۴) یک بازیکن تنیس روی میز اهل برزیل است.
وی در مسابقات کشوری و بین‌المللی در مجموع برنده ۶ مدال طلا، ۴ مدال نقره، ۲ مدال برنز شده‌است.